# Husain Salman Makki
Husain Salman Makki Habib (20 dicembre 1982) è un calciatore bahreinita, centrocampista dell'Al-Riffa.

## Carriera

### Club
Comincia a giocare in patria, all'Al-Shabab. Nel 2004 si trasferisce negli Emirati Arabi Uniti, all'Al Arabi. Nel 2005 viene acquistato dall'Al-Wasl. Nel 2006 torna in patria, all'Al-Riffa. Nel 2007 passa all'Al-Shabab. Nel 2008 torna all'Al-Riffa.

### Nazionale
Ha debuttato in Nazionale nel 2002. Ha messo a segno la sua prima rete con la maglia della Nazionale il 6 dicembre 2005, nell'amichevole Bahrein-Oman (2-2), in cui ha siglato la rete del momentaneo 1-1. Ha partecipato, con la Nazionale, alla Coppa d'Asia 2007. Ha collezionato in totale, con la maglia della Nazionale, 47 presenze e 5 reti.